# Список военной техники США, названной в честь коренных народов Америки
Список военной техники США, названной в честь коренных народов Америки, и связанных с ними мест, оружия или материальной культуры.

## История
Армия США и «индейцы» — традиционные антагонисты и враждующие стороны на протяжении ранней истории государства и периода экспансии Соединённых Штатов в XIX веке. Наиболее длинная серия конфликтов США с коренными народами Америки известна как Индейские войны. В XX—XXI веках коренные народы играли значительную роль в военных операциях США; например, радисты-шифровальщики Первой и Второй мировых войн. Айра Хейс, один из солдат, поднявших флаг на Иводзиме, был Акимелем О’одхамом (Пима), родился и вырос в индейской общине реки Хила.
Генерал армии США Гамильтон Х. Хауз, назначенный ответственным за присвоение названий вертолётам в 1947 году, не одобрял существующие названия насекомых «Журчалка» (официальное имя вертолёта R-4) и «Стрекоза» (предлагаемое имя H-5), и решил, что новый вертолёт H-13 следует назвать в честь индейцев сиу. Это стало традицией на многие годы и было кодифицировано в 1969 году в армейском положении AR 70-28: «Классификация армейской авиации предписывает использование при наименовании „индейских терминов и названий американских индейских племен и вождей“. Названия на выбор предоставлены Бюро по делам индейцев». Военные посчитали, что названия военной техники США должны быть более выразительными, чем ряд случайно подобранных названий и цифр: «Постановление 1969 года, кодифицирующее традицию, предписывало, чтобы выбор названия апеллировал к воображению, уважал достоинство, предполагал агрессивный дух и уверенность в оборудовании и отражал его тактические характеристики. Такие критерии должны применяться более широко». Традиция присвоения имён, заложенная положением AR 70-28, была продолжена и после его формальной отмены, примером служит Eurocopter UH-72 Lakota.
Единственным исключением из AR 70-28 был Bell AH-1 Cobra, специализированный ударный вертолёт.

## Список авиационной техники, получившей имена в честь коренных народов Америки и их известных представителей
- Транспортный самолёт C-12 Huron[5]
- Вертолёт наблюдения OH-58 Kiowa[5]
- Многоцелевой самолёт U-21 Ute[5]
- Вертолёт общего назначения UH-60 Black Hawk[5]
- Учебный вертолёт TH-67 Creek[5]
- Ударный вертолёт AH-64 Apache[5]
- Разведывательно-ударный вертолёт RAH-66 Comanche
- Ударный/разведывательный вертолёт ARH-70 Arapaho

- Двухмоторный самолёт-разведчик OV-1 Mohawk[5]
- Самолёт общего назначения RU-8 Seminole[5]
- Учебно-тренировочный самолёет Т-41 Мескалеро[5]
- Вертолёт H-13 Sioux
- Транспортный вертолёт H-21 Shawnee,[5]
- Транспортный вертолёт H-34 Choctaw[5]
- Тяжёлый вертолёт CH-37 Mohave
- Тяжёлый транспортный вертолёт CH-47 Chinook[5]
- Тяжелый вертолёт CH-54 Tarhe
- Ударный вертолёт AH-56 Cheyenne
- Вертолёт общего назначения UH-1 Iroquois[5]
- Вертолёт наблюдения OH-6 Cayuse[5]
- Вертолёт общего назначения UH-72 Lakota[5]

## Другие образцы вооружения
- USNS Sacagawea[6]
- USS Chickasaw[6]
- USS Evans (DE-1023) и USS Ernest E. Evans (DDG-141), названные в честь офицера флота, представителя племени Пауни[6]
- USS James E. Williams[6]
- USS Platte[6]
- Крылатая ракета BGM-109 Tomahawk[5]

Старейшины коренных американцев провели традиционные церемонии посвящения ряда армейских вертолётов, включая UH-72 Lakota в 2012 году.